# 喧嘩番長 乙女
『喧嘩番長 乙女』（けんかばんちょう おとめ）は、スパイク・チュンソフトより2016年5月19日に発売されたPlayStation Vita用ゲームソフト。『喧嘩番長』シリーズの番外編タイトルの一つ。企画および開発はレッド・エンタテインメントが行った。キャッチコピーは、「そろそろ拳で 愛を語ろうか」。
2017年7月27日にはファンディスク『喧嘩番長 乙女～完全無欠のマイハニー～』が発売され、2019年3月14日には1年後を舞台とした続編『喧嘩番長 乙女 2nd Rumble!!』が発売された。また、2025年1月16日には『喧嘩番長 乙女』と『喧嘩番長 乙女～完全無欠のマイハニー～』をセットにして移植したNintendo Switch用ソフト『喧嘩番長 乙女 ダブルパック』が発売された。
本作はシリーズ初の女性主人公を採用し、アクションアドベンチャー要素や喧嘩バトルなど従来のシリーズフォーマットに加えて、男性キャラクターを恋愛対象として攻略する、いわゆる乙女ゲームの要素を導入した内容となっている。

## あらすじ
天涯孤独で両親の顔も知らない少女、ひなこのもとに、生き別れの双子の兄だと名乗るひかるがあらわれ、自分の代わりに高校に入学してもらえないかと頼まれる。その高校は県内屈指の不良校として有名な男子校「獅子吼学園」。鬼ヶ島家の子供は代々在学中に獅子吼学園でトップをとらなければならない使命があった。不良嫌いなひかるは生き別れの双子の妹の存在を知り、自分の代わりにひなこに通ってもらおうと画策する。喧嘩の弱い兄に代わり、ひなこは女であることを隠し、学園に通うことになる。

## 登場人物
中山 ひなこ（なかやま ひなこ）
声 - 山村響（アニメ版）
本作の主人公。15歳。名称は変更可能。身長160cm。体重47㎏。1年菫組。格闘スタイルは格闘技で喧嘩の実力は男子顔負け。
孤児として施設で育ち、施設の方針で格闘技を習った少女。双子の兄であるひかるの身代わりになって獅子吼学園に入学する。女子であることを隠し、学ランを身に着ける。ピンク色のショートヘアが特徴。
箕輪 斗々丸（みのわ ととまる）
声 - KENN
15歳。身長174cm。体重63㎏。1年菫組。性格は純粋で情にあつい。格闘スタイルは空手。
菫組を支配しようとするが、ひなこに倒されて彼女の親友となる気の良いヤンキー。オレンジ色の髪と黄緑色のヘアバンドが特徴。心の繋がりを大切にしており、ひなこを助ける。ひなこが女であることに気づかない。
金春 貴之（こんぱる たかゆき）
声 - 蒼井翔太
15歳。身長163cm。体重56㎏。1年藤組。性格は真面目で頑固で熱血漢。格闘スタイルはブラジリアン柔術。
1年生最強のヤンキー。深緑色の髪とヘッドホンが特徴。ひなこに対して仲間意識を感じる。「女＝弱い」という固定観念のせいで女嫌い。実家では母子家庭の長男で弟妹が4人いる。
吉良 麟太郎（きら りんたろう）
声 - 細谷佳正
16歳。身長177cm。体重66㎏。2年百合組。性格はクールで無関心。格闘スタイルはボクシング。
2年生実力ナンバーワンのヤンキー。しかし本人はトップ争いには興味がない。口数が少なく、人付き合いが嫌いな一匹狼。
未良子 裕太（みらこ ゆうた）
声 - 柿原徹也
16歳。身長175cm。体重58㎏。2年桜組。性格は尊大で腹黒。格闘スタイルはキックボクシング。
2年生のヤンキーで、現役アイドル。銀髪で紫色のメッシュを入れているのが特徴。吉良と並ぶ実力を持つ。つねに笑顔で飄々とした性格。中学時代は一番強いヤンキーだった。
鬼ヶ島 鳳凰（おにがしま ほうおう）
声 - 前野智昭
18歳。身長180cm。体重75㎏。3年桐組。性格は明るく型破り。格闘スタイルは柔道。
ひなことひかるの腹違いの兄とのことだが、詳細は不明。ひかるに毛嫌いされ、彼とは別々に住んでいる。鬼ヶ島家のしきたりに従って獅子吼学園に入学し、1か月足らずで学園を支配した伝説を持つ。
鬼ヶ島 ひかる（おにがしま ひかる）
声 - 代永翼
15歳。身長162cm。体重52㎏。性格はわがままな気分屋で寂しがり。
主人公の双子の兄。鬼ヶ島家のしきたりで獅子吼学園に入学させられることになったが、双子の妹のひなこの存在を知り、身代わりにすることにする。その後女装して女子高に進学する。アイドルである未良子の大ファン。鳳凰を毛嫌いしている。
坂口 春生（さかぐち はるお）
声 - 近藤隆
22歳。身長182cm。体重74㎏。性格は変態。
鬼ヶ島組の若頭。獅子吼学園卒業生。ひかるの世話役だが、ひかるのことが大好きであるため、気持ち悪がられている。ひかるとひなこが入れ替わっていることを知る唯一の人物。

## スタッフ
- プロデューサー：渡辺一弘
- ディレクター：伊東愛
- キャラクターデザイン：黒蜜きなこ
- 音楽：MAGES.

## 主題歌

### 喧嘩番長 乙女
主題歌「愛する者へ捧ぐように」
作詞・作曲：志倉千代丸、歌：箕輪斗々丸（CV.KENN）・金春貴之（CV.蒼井翔太）
エンディングテーマ「Go Your Own Way」
作詞・作曲・歌：Yocke

### 喧嘩番長 乙女 〜完全無欠のマイハニー〜
オープニング曲「TWO SOULS 新しい明日へ」
作詞・作曲：志倉千代丸、歌：箕輪斗々丸（CV.KENN）、金春貴之（CV.蒼井翔太）
エンディング曲「Life Goes On」
作詞・作曲・歌：Yocke

## メディアミックス

### 書籍
漫画『喧嘩番長 乙女〜恋のバトルロワイヤル〜』
『ザ花とゆめ』（白泉社刊）にて2015年9月1日号から2017年3月1日号まで連載された。作画担当は島田ちえ。
1. 2016年5月20日発売、ISBN 978-4-592-21374-1
2. 2017年4月20日発売、ISBN 978-4-592-21380-2

ファンブック『喧嘩番長 乙女 OFFICIAL FANBOOK』
電撃Girl's Style編集部（KADOKAWA/アスキー・メディアワークス）から2016年8月30日に発売。ISBN 978-4048923767。
小説『喧嘩番長 乙女 恋するノックアウトヒーロー！』
ビーズログ文庫アリス（KADOKAWA）から2016年10月15日に発売された。著者は柴森小夜。ISBN 978-4047343238。

### インターネットラジオ
『斗々丸・金春の喧嘩番長 乙女 とことんトトコンラジオ』のタイトルで音泉、アニメイトタイムズにて2016年5月20日から9月30日まで配信された。不定期金曜日に更新。パーソナリティーは箕輪斗々丸役のKENNと金春貴之役の蒼井翔太が担当。

### CD
LABEL RED（レッド・エンタテインメント）から発売。
- 『喧嘩番長 乙女 キャラクターソングCD』
  1. Vol.1「T.O.P!」（2015年8月19日発売、規格品番 REDS-0601）
  2. Vol.2「Fight Like Dancing!」（2015年9月16日発売、規格品番 REDS-0602）
  3. Vol.3「MAVERICK」（2015年12月30日発売、規格品番 REDS-0603）
  4. Vol.4「UNFAKE」（2016年2月24日発売、規格品番 REDS-0604）
  5. Vol.5「STRAIGHT LIFE」（2016年3月30日発売、規格品番 REDS-0605）
- 『喧嘩番長 乙女 Themesong & Soundtrack』（2016年6月29日発売、規格品番 REDS-0606）
- 『喧嘩番長 乙女 ドラマCD』
  1. 「獅子吼の国のアリス」（2016年6月29日発売、規格品番 REDS-0607）
  2. Vol.2 「青春爆走メモリーズ～春・夏編～」（2016年11月30日発売、規格品番 REDS-0608）
  3. Vol.3 「青春爆走メモリーズ～秋・冬編～」（2016年11月30日発売、規格品番 REDS-0609）
- 『喧嘩番長 乙女 〜完全無欠のマイハニー〜 Themesong』（2017年9月20日発売、規格品番 REDS-0610）

### テレビアニメ
『喧嘩番長 乙女 -Girl Beats Boys-』のタイトルで2017年4月から6月まで10分枠で放送された。

#### スタッフ（アニメ）
- 原作 - スパイク・チュンソフト
- 監督・絵コンテ - 齋藤徳明
- シリーズ構成 - 高橋ナツコ
- キャラクターデザイン・作画監修 - まじろ
- サブキャラデザイン - 矢野茜
- 原作キャラクターデザイン - 黒蜜きなこ
- 美術監督・美術設計 - 池田裕輔
- 色彩設計 - 鈴木ようこ
- プロップデザイン - 北山景子
- 音響監督 - 森下広人
- 音楽 - 隼兎
- 音楽プロデューサー - 杉本和貴
- 編集 - 西山茂
- 撮影監督 - 高津純平
- CGIディレクター - studio A-CAT、後藤優一
- アニメーションプロデューサー - 座間淳平、山浦貴法
- プロデューサー - 遠藤哲也、篠田里奈、佐藤俊亮、阿尾義雄
- アニメーション制作 - project No.9×A-Real
- 製作 -スパイク・チェンソフト、獅子吼学園理事会

#### 主題歌（アニメ）
オープニングテーマ「ラブスナイパー」
作詞・作曲・編曲 - 隼兎 / 歌 - Love Desire
エンディングテーマ「眼光シグナル」
作詞・作曲・編曲 - 隼兎
歌 - Love Desire（第1・3・5・8・10・11・12話）、箕輪斗々丸（KENN、第2話）、金春貴之（蒼井翔太、第4話）、未良子裕太（柿原徹也、第6話）、鬼ヶ島鳳凰（前野智昭、第9話）
挿入歌「Face to Fake」（第5話）
作詞・作曲・編曲 - 隼兎 / 歌 - 未良子裕太（柿原徹也）
第7話ではエンディングテーマとして使用。

#### 各話リスト
| 話数 | サブタイトル                     | 脚本       | 演出           | 作画監督                  |
| ---- | -------------------------------- | ---------- | -------------- | ------------------------- |
| #1   | 一撃一会                         | 高橋ナツコ | ヤマトナオミチ | 前澤弘美                  |
| #2   | 獅子吼制覇への道                 | 渡邊大輔   | ヤマトナオミチ | 大野勉                    |
| #3   | 最強のストイックヤンキー         | 高木聖子   | たかたまさひろ | 八角彩香                  |
| #4   | 雨の果し合い                     | 高木聖子   | たかたまさひろ | 岡昭彦                    |
| #5   | 漢魂（おとこぎ）魅せろ！大勉強会 | 金子祐介   | ヤマトナオミチ | 大野勉                    |
| #6   | 愛怒溜ヤンキー登場！             | 渡邊大輔   | ヤマトナオミチ | 本多みゆき                |
| #7   | 乱闘来武(ライブ)                 | 渡邊大輔   | ヤマトナオミチ | 小田真弓 リー・ジョヒョン |
| #8   | 嗚呼！優しき拳…、                | 渡邊大輔   | たかたまさひろ | 大野勉                    |
| #9   | 淡き想い、決意の拳…、            | 高木聖子   | たかたまさひろ | 岡昭彦                    |
| #10  | 想いの果てに                     | 高橋ナツコ | たかたまさひろ | 八角彩香                  |
| #11  | 魔女裁判開廷                     | 高木聖子   | ヤマトナオミチ | 前澤弘美                  |
| #12  | 喧嘩上等！ 愛と拳とマブダチと    | 金子祐介   | ヤマトナオミチ | 前澤弘美                  |

#### 放送局
| 放送期間                | 放送時間                     | 放送局     | 対象地域 | 備考                                    |
| ----------------------- | ---------------------------- | ---------- | -------- | --------------------------------------- |
| 2017年4月12日 - 6月28日 | 水曜 22:30 - 22:40           | TOKYO MX   | 東京都   |                                         |
| 2017年4月13日 - 6月29日 | 木曜 0:00 - 0:10（水曜深夜） | サンテレビ | 兵庫県   |                                         |
| 2017年5月26日 - 6月30日 | 金曜 20:00 - 20:30           | AT-X       | 日本全域 | CS放送 / 2話連続放送 / リピート放送あり |

| 配信期間                | 配信時間                   | 配信サイト                                             |
| ----------------------- | -------------------------- | ------------------------------------------------------ |
| 2017年4月13日 - 6月29日 | 木曜 0:00（水曜深夜） 更新 | ニコニコチャンネル GYAO! 楽天ショウタイム Amazonビデオ |
|                         | 木曜 10:00 更新            | DMM.com                                                |
|                         | 木曜 12:00 更新            | ふらっと動画 U-NEXT アニメ放題 dアニメストア           |
| 2017年4月14日 - 6月29日 | 木曜 0:00（水曜深夜） 更新 | ビデオマーケット                                       |
| 2017年4月20日 - 7月6日  | 木曜 12:00 更新            | バンダイチャンネル アニメイト チャンネル               |

#### BD / DVD
| 巻 | 発売日        | 収録話         | 規格品番 | 規格品番 |
| 巻 | 発売日        | 収録話         | BD       | DVD      |
| -- | ------------- | -------------- | -------- | -------- |
| 上 | 2017年6月23日 | 第1話 - 第6話  | DMPXA-1  | DMPBA-7  |
| 下 | 2017年7月28日 | 第7話 - 第12話 | DMPXA-2  | DMPBA-8  |